# Norwell (Anglia)
Norwell – wieś i civil parish w Anglii, w hrabstwie Nottinghamshire, w dystrykcie Newark and Sherwood. Leży 28 km na północny wschód od miasta Nottingham i 187 km na północ od Londynu. W 2011 roku civil parish liczyła 490 mieszkańców. Norwell jest wspomniana w Domesday Book (1086) jako Nortwelle.